# Абрије
Абрије (фр. Abriès) насеље је и општина у Француској у региону Прованса-Алпи-Азурна обала, у департману Горњи Алпи која припада префектури Бријансон.
По подацима из 2011. године у општини је живело 343 становника, а густина насељености је износила 4,45 становника/km². Општина се простире на површини од 77 km². Налази се на средњој надморској висини од 1547 метара (максималној 3.305 m, а минималној 1.513 m).

## Демографија
| 1962. | 1968. | 1975. | 1982. | 1990. | 1999. | 2011. |
| ----- | ----- | ----- | ----- | ----- | ----- | ----- |
| 205   | 195   | 207   | 271   | 297   | 354   | 343   |

График промене броја становника у току последњих година